# Dønski
Dønski là một làng nằm ở Na Uy.